# Chris O'Donnell
Christopher "Chris" Eugene O'Donnell (26. lipnja 1970., Winnetka, Illinois, SAD), američki glumac nominiran za nagradu Zlatni globus, najpoznatiji po ulogama u filmovima Miris žene, Batman zauvijek i Batman i Robin.

## Životopis
Chris O'Donnell se rodio u gradiću Winnetka, 30 km od Chicaga. Majka Julie bila je prodavačica, a otac upravitelj na radio postaji. Potječe iz irske katoličke obitelji. Ima četiri sestre i dva brata.
Chris je pohađao katoličke škole, a diplomirao je marketing na bostonskom sveučilištu. Od 13. do 16. godine bavio se manekenstvom te je nastupio u nekoliko reklama. Filmski agenti su ga otkrili u reklami za McDonald's, gdje se pojavio s Michaelom Jordanom.
Počinje glumiti sa sedamnaest godina. Godine 1991. ostvario je manju, ali zamijećenu ulogu u hvaljenom filmu Pohane zelene rajčice. Već za četvrti film, Miris žene (1992.), gdje je nastupio uz slavnog Ala Pacina, nominiran je za Zlatni globus. Ipak, najpoznatiji je kao Robin u filmovima Batman zauvijek (1995.) i Batman i Robin (1997.)
U posljednje vrijeme većinom glumi na televiziji. Trenutno se pojavljuje kao CIA-in agent u seriji The Company i kao veterinar u popularnom Uvodu u anatomiju.
O'Donnell je do sada ostvario 22 uloge. Unatoč svojim godinama, još uvijek izgleda jako mladoliko. Oženjen je od 1997. te ima petoro djece, tri sina i dvije kćeri.

## Vanjske poveznice
- Chris O'Donnell u internetskoj bazi filmova IMDb-u (engl.)
- Chris O'Donnell Online